# 宋碩芸
宋 碩芸（そう せきげい、ソン・シュオユン、英語: Sung Shuo-yun、1997年6月15日 - ）は、台湾の女子バドミントン選手。

## 経歴
女子ダブルスでは余芊慧とペアを組み世界ランクは最高13位まで到達。
2024年のハイロ・オープンで優勝。